# Manoel Itaqui
Manoel Barbosa Assunção Itaqui (Itaqui, 28 de agosto de 1876 — Rio de Janeiro, 6 de julho de 1945) foi um importante engenheiro, arquiteto e construtor riograndense, ativo especialmente em Porto Alegre no início do século XX.

## Biografia
Nascido em Itaqui era filho de Egydio Carlos Barbosa de Oliveira e Ubaldina de Assumpção. Casou-se em Porto Alegre em 6 de dezembro de 1902 com Judith Augusta Antunes de Assumpção, de onde nasceram oito filhos. Formou-se na Escola de Engenharia de Porto Alegre, em 1901, e logo em seguinda começou a trabalhar no escritório de Rudolph Ahrons.[2] Retornou a Escola de Engenharia em 1906, como professor, lecionando arquitetura e sendo encarregado para projetar uma ampliação do prédio central da escola e o observatório astronômico.
Foi o primeiro diretor do antigo Observatório Astronômico da UFRGS, cuja prédio ele projetou.
Sua contribuição à arquitetura local foi extensa e notável, sendo o projetista de vários edifícios históricos da cidade, destacando-se o antigo prédio do Colégio Júlio de Castilhos, os prédios dos Curtumes e Tanantes (hoje o Museu da UFRGS), do Castelinho, do Château, da Escola de Agronomia e do Instituto Eletro-Técnico, todos compondo o conjunto dos prédios históricos da UFRGS, onde fez uso original da tendência eclética da arquitetura da época, com influências dominantes da Art nouveau e da Art déco, as quais foi um dos primeiros introdutores no estado. Em conjunto com o engenheiro Duilio Bernardi também projetou o Viaduto Otávio Rocha.